# Stop and Stare
"Stop and Stare" is de tweede single van de poprock band OneRepublic van hun debuutalbum Dreaming Out Loud. In de Verenigde Staten werd het nummer al uitgebracht in november 2007, Europa moest wachten tot 29 februari 2008. In Nederland is het nummer verkozen tot Alarmschijf.

## Videoclip
Op 28 januari 2008 kwam de videoclip voor "Stop and Stare" uit op tv. De clip is geregisseerd door Anthony Mandler.
De clip begint met zanger Ryan Tedder die door de woestijn loopt en aankomt bij een leeg graf waar alleen een priester bijstaat. Hierna is hij te zien in een leeg hotel. Plots rinkelt een telefoon en kraakt een deur terwijl hij dichtgaat in een verlaten dorp. Ook is een andere Ryan te zien in een badkuip, waar hij verdronken lijkt te zijn. Tijdens het couplet loopt hij door een verlaten straat, naar binnen in een motel waar de hele band aanwezig is. Tijdens het refrein komen er veel mensen buiten het motel staan, die luisteren naar het nummer. In een andere kamer van het motel zie je een Ryan kijkend naar de tv. Een andere Ryan loopt vanaf het lege graf naar het motel, waarbij hij bijna wordt aangereden door weer een andere Ryan met een zwangere vrouw op de achterbank. De auto stopt en de twee Ryans kijken elkaar aan (stop and stare). Later vat de tv van de Ryan in de andere kamer vlam, waarna de clip eindigt met de Ryan in bad die weer bijkomt en de pastoor, nog altijd bij het lege graf.

## Hitnotering
| "Stop and Stare" in de Nederlandse Top 40 - binnen: 15-03-2008 | "Stop and Stare" in de Nederlandse Top 40 - binnen: 15-03-2008 | "Stop and Stare" in de Nederlandse Top 40 - binnen: 15-03-2008 | "Stop and Stare" in de Nederlandse Top 40 - binnen: 15-03-2008 | "Stop and Stare" in de Nederlandse Top 40 - binnen: 15-03-2008 | "Stop and Stare" in de Nederlandse Top 40 - binnen: 15-03-2008 | "Stop and Stare" in de Nederlandse Top 40 - binnen: 15-03-2008 | "Stop and Stare" in de Nederlandse Top 40 - binnen: 15-03-2008 | "Stop and Stare" in de Nederlandse Top 40 - binnen: 15-03-2008 |
| Week                                                           | 1                                                              | 2                                                              | 3                                                              | 4                                                              | 5                                                              | 6                                                              | 7                                                              | 8                                                              |
| -------------------------------------------------------------- | -------------------------------------------------------------- | -------------------------------------------------------------- | -------------------------------------------------------------- | -------------------------------------------------------------- | -------------------------------------------------------------- | -------------------------------------------------------------- | -------------------------------------------------------------- | -------------------------------------------------------------- |
| Nummer                                                         | 27                                                             | 19                                                             | 18                                                             | 19                                                             | 22                                                             | 25                                                             | 34                                                             | uit                                                            |

## Tracklist
GBR cd-single
1. "Stop and Stare"
2. "Hearing Voices"

Nederlandse/Australische cd-single
1. "Stop and Stare"
2. "Something's Not Right Here"